# Alfred Weiss (Unternehmer)
Alfred Weiss (* 1890 in Wien; † 1974 ebenda) war ein österreichischer Unternehmer, Kunstsammler und Förderer der Kultur.

## Leben
Alfred Weiss war eines von vier Kindern einer jüdischen Wiener Kaufmannsfamilie. Nach Kriegsdienst im Ersten Weltkrieg machte er sich in den 1920er Jahren mit seinem eigenen Kolonialwarenhandel selbständig. Nebst seiner kaufmännischen Ausbildung besuchte Weiss auch die Wiener Kunstgewerbeschule. Bevor er im Zusammenhang mit dem „Anschluss Österreichs“ im Jahr 1938 nach Italien und weiter nach London emigrierte, baute er bereits eine Kaffeemarke auf.
Nach dem Ende des Zweiten Weltkriegs aus dem Exil in seine Heimatstadt zurückgekehrt, wurde ihm seine Kaffeemarke durch sein „aktives Betreiben wieder zurückerstattet“, und gründete mit Arabia ein Unternehmen für Kaffee- und Teeimport und importierte italienische Kaffeemaschinen. 1953 erwarb er das stark vernachlässigte und beschädigte Palais Auersperg an der „Zweierlinie“ und ließ es vom Architekten Oswald Haerdtl wiederherstellen. Im Erdgeschoß quartierte er seine Kaffeerösterei Arabia Kaffee ein, im ersten Stock betrieb er eines der elegantesten Kaffeerestaurants von Wien. Gemeinsam mit Joseph Binder, der die Marke Arabia und das Design entwickelte und dem Architekten Haerdtl begründete Weiss das legendär gewordene Cafe „Arabia“ auf dem Kohlmarkt und ließ von Haerdtl im Wiener Messegelände den Arabia-Pavillon errichten.
1960 verkauften die Söhne des letzten Besitzers das in der Wiener Mauerbachstraße gelegene Schloss Laudon (auch: Hadersdorfer Schloss) an die Erzdiözese Wien, die das Anwesen noch im selben Jahr an Alfred Weiss weiterveräußerte. Nach umfangreicher Renovierung und Adaptierung betrieb er das Schloss – zu dem auch eine Landwirtschaft und Glashäuser gehörten – als Luxushotel und Restaurant. Ab dem Jahr 1976 vermieteten seine Erbinnen das Schloss langfristig an die Republik Österreich, die darin eine Verwaltungsakademie einrichtete.
Seine beiden Unternehmen bekamen in den 1960er Jahren das Österreichische Staatswappen zugesprochen:
- Jänner 1963: Arabia Kaffee-Tee-Import Alfred Weiss KG
- Jänner 1965: Arabia Kaffee-Import Alfred Weiss KG

Ende der 1960er Jahre übernahm Weiss die 1866 von Rudolf Schwarz gegründete Tee- und Kaffeevertriebsgesellschaft und Rösterei (zuletzt: „Mikado“ Kaffee- und Tee-Import Rudolf Schwarz GmbH) im 15. Wiener Gemeindebezirk Rudolfsheim-Fünfhaus und fusionierte die beiden Unternehmen, das dann als Vereinigte Kaffee-Grossröstereien „Arabia-Mikado“ Kaffee-Vertriebsgesellschaft m.b.H. Wien firmierte.
In den meisten Quellen (vgl. z. B. ) wird dem Namen von Alfred Weiss Konsul vorangestellt. In welcher Funktion oder für welches Land er Konsul war, ist nicht genannt. 

## Nachkommen und Nachlass
Nach Alfred Weiss’ Tod im Jahr 1974 erbten seine zwei Töchter das Unternehmen, die es aus wirtschaftlichen Gründen im Jahr 1984 an Julius Meinl verkauften. Das Palais Auersperg verkauften die Erbinnen im Jahr 1987 an ein Immobilienunternehmen.
Weiss war der Großvater des in London 1946 geborenen Andrew Demmer, dem Eigentümer des in Wien ansässigen Tee-Import-Unternehmens Demmers Teehaus und der Restaurantkette Trześniewski.

## Ausstellung
- „Endlich Espresso! Das Cafe Arabia am Kohlmarkt“. Ausstellung im Jüdischen Museum Wien, Mai bis Oktober 2022, die gemeinsam von Weiss’ Enkel Andrew Demmer und dem Jüdischen Museum entwickelt wurde.[1]